# Abd ar-Rasíd gaznavida szultán
Abu Manszúr Abd ar-Rasíd ibn Mahmúd al-Gaznavi (arab írással أبو منصور عبد الرشيد بن محمود الغزنوي, tudományos átiratban Abū Manṣūr ʿAbd ar-Rašīd ibn Maḥmūd al-Ġaznawī), uralkodói nevén Izz ad-Daula (arabul عز الدولة, átiratban ʿIzz ad-Dawla) és Zajn al-Milla (زين الملة, Zayn al-Milla; 1023/1024 – Gazni, 1053) gaznavida szultán volt (uralkodott 1050. január 24-től haláláig).

## Életútja
A nagy Mahmúd e harmadik, trónt szerzett fiának életútja csak kevéssé ismert; állítólag fivére, az 1030 és 1040 között uralkodó I. Maszúd oldalán harcolt a katasztrofális vereséggel végződő dandánkáni csatában a szeldzsukok ellen. Maszúd fia, Maudúd idején ismeretlen okból börtönbe került Gúr hegyvidékén, Mandés erődjében. Maudúd 1049 decemberében bekövetkezett halála után kiskorú fia, II. Maszúd, majd fivére, Ali rövidke uralmát követően Maudúd vezírje, Abd ar-Razzák al-Majmandi tette trónra a forrásokban egyébként határozatlannak leírt Abd ar-Rasídot. Róla nem sokat tudunk, és a róla közölt információkban is sok a bizonytalanság és ellentmondás, az mindenesetre bizonyosnak látszik, hogy folytatta elődei kultúrapártolását. Gardízi, a történetíró is neki ajánlotta főművét.
Uralkodása idején továbbra is a szomszédos Nagyszeldzsuk Birodalom elleni harc jelentette a legnagyobb kihívást. Főparancsnoka, a török rabszolga Togril kisebb győzelmet aratott Horászánban Csagri bég fia, Alp Arszlán felett, majd 1051 őszén a szeldzsukokhoz húzó szisztáni Szaffáridák, a Gaznavidák korábbi vazallusai ellen vonult, és újabb sikereket aratott. A diadalittas hadvezér hazatérve úgy döntött, átveszi a hatalmat, ezért megölette Abd ar-Rasídot és az uralkodócsalád tizenegy férfi tagját. A dinasztia hívei azonban mintegy negyven nap után végeztek a bitorlóval, és a megölt szultán egy újabb unokaöccsét, Farruhzádot tették trónra.